# روني لي غاردنر
روني لي غاردنر (بالإنجليزية: Ronnie Lee Gardner) هو بائع هوى ‏ أمريكي، ولد في 16 يناير 1961 في سولت ليك في الولايات المتحدة، وتوفي في 18 يونيو 2010 في درابر في الولايات المتحدة بسبب إعدام رميا بالرصاص.